# Sinovenator changiae

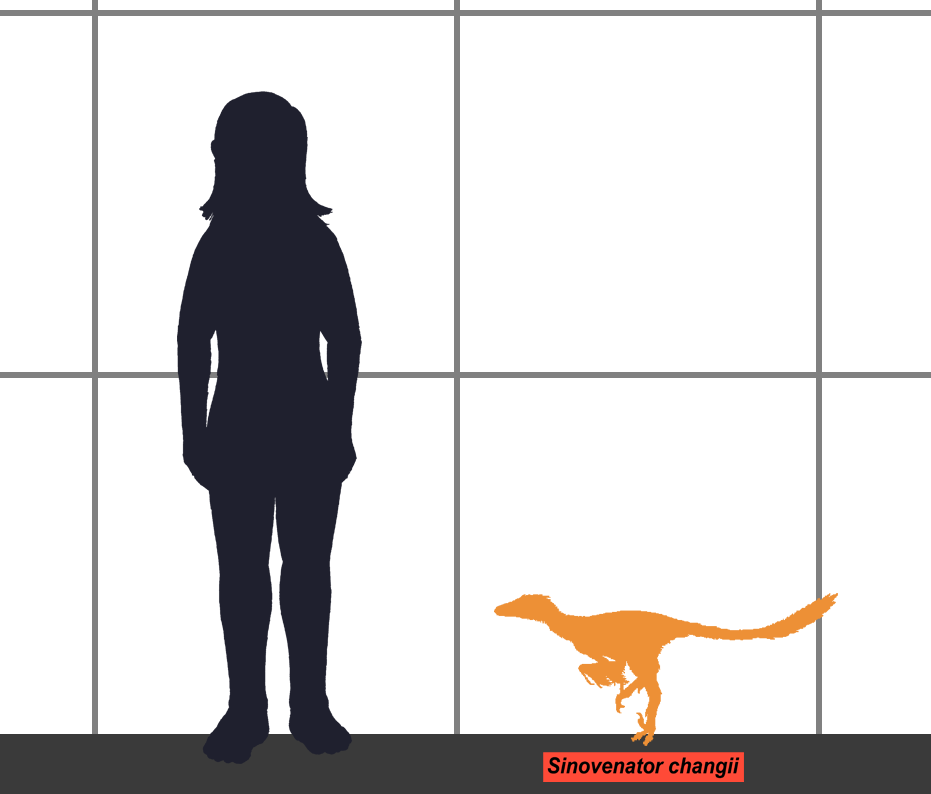

Il Sinovenator è un genere di dinosauri evolutosi durante il Cretaceo inferiore. Suoi fossili sono stati rinvenuti negli affioramenti di Lujiatun, che fanno parte della Formazione Yixian, in Cina, datati a 125 milioni di anni fa e risalenti all'Aptiano. 
I fossili sono stati descritti nel 2002 a partire da uno scheletro quasi completo.
Il nome Sinovenator significa cacciatore cinese, mentre il nome specifico, Sinovenator changiae è stato assegnato in onore del paleontologo cinese Meemann Chang.

## Descrizione
Il Sinovenator fu un teropode e specificatamente un troodontide. I ricercatori hanno notato come le sue ossa siano simili a quelle del raptor cricostanza che rende evidente la stretta parentela tra questi due piccoli carnivori. Il Sinovenator aveva la dimensione di un moderno pollo e possedeva una lunga coda. Si ipotizza che avesse il corpo ricoperto di piume benché i fossili non ci abbiano conservato nessuna traccia di rivestimento cutaneo.